# هارزهفينكل
هارزه وينكل (بالألمانية: Harsewinkel) هي بلدة و بلدة ألمانية تقع في ألمانيا في غوترسلوه.  يقدر عدد سكانها بـ 24,218 نسمة .

## المدن التوأمة
مدينة ليه أنديليس هي مدينة توأمة لـهارزه وينكل.